# Eccellenza Toscana
Il campionato di Eccellenza Toscana è il quinto livello in ordine di graduatoria all'interno del campionato italiano di calcio. È il secondo campionato dilettantistico per importanza, il maggiore a livello regionale, ed è organizzato dal Comitato Toscano tramite delega della Lega Nazionale Dilettanti. Con la riforma della Lega Pro prevista nella stagione 2014-2015 in cui sono state unificate la Lega Pro Prima Divisione e la Lega Pro Seconda Divisione restaurando la scomparsa Serie C, il campionato è diventato il quinto livello nazionale, restando tuttavia la massima competizione regionale.
Vi partecipano 32 squadre raggruppate in due gironì da 16, in ognuno dei quali una o due vengono promosse in Serie D (in base al risultato del club toscano nei Play-off nazionali) e quattro (numero variabile in base al numero di retrocessioni di squadre toscane dalla Serie D) vengono retrocesse in Promozione.
Il campionato venne istituito nel 1991, a seguito della riforma nazionale dei campionati dilettanti, andando così a sostituire come importanza quello di Promozione, che venne declassato.
Contemporaneamente viene disputata la fase regionale della Coppa Italia Dilettanti alla quale prendono parte tutte le 32 squadre, in cui la vincente ha accesso alla fase finale nazionale con altre 18 squadre; la coppa mette in palio per la squadra vincente della fase nazionale un ulteriore posto per la Serie D dell'anno successivo, facendo in modo che si abbia un massimo di 5 promozioni. Inoltre fino alla stagione 2017/18 la vincente della Coppa Italia Dilettanti Toscana ha partecipato insieme alle vincenti dei campionati dei Gironi toscani di A e B alla Supercoppa di Eccellenza Toscana istituita nel 2016 e intitolata a Giovanni Giandonati compianto presidente del comitato FGCI di Pistoia, e volta ad assegnare alla vincente il titolo, anche se non ufficiale, di squadra campione dilettanti della toscana. Dall’edizione 2018/19 la Supercoppa di Eccellenza Toscana si disputa unicamente tra le vincitrici dei due gironi.
A causa della pandemia di COVID-19 in Italia, la F.I.G.C. ha deciso per la sospensione definitiva del torneo 2019-2020 al 1º marzo. Inoltre, sempre per lo stesso motivo, sono stati sospesi e ripresi i campionati 2020-2021 e 2021-2022 anche con tre gironi. Dalla stagione 2022-2023 si è ripresa la consueta attività.

## Regolamento

### Promozioni
La squadra che arriva prima viene promossa direttamente in Serie D. Invece le squadre che si piazzano dalla seconda alla quinta posizione si affrontano nei Play-off, la cui vincitrice si aggiudica il passaggio alla fase Nazionale, che prevede degli spareggi Interregionali con altre 27 squadre per un totale di ulteriori 7 posti nella Serie D dell'anno successivo. Se la seconda classificata durante il campionato ha 10 o più punti di distacco dalla terza, i Play-Off non vengono disputati ed ha accesso alla fase Nazionale direttamente la seconda classificata.
- Play-Off: la squadra classificata al 2º posto si scontrerà con la squadra classificata al 5º posto; quella arrivata al 3º contro la squadra classificata al 4º posto. Si gioca in gara unica, in casa della meglio classificata in campionato. In caso di parità di punteggio al termine dei 90', si effettueranno i tempi supplementari, e se sussiste la parità avanza la squadra meglio classificata nella stagione regolare, ossia quella che gioca in casa. Le vincenti delle due sfide si incontreranno in una finale per accedere alla fase successiva con i criteri già esposti (si gioca in gara unica, in campo neutro, in caso di parità di punteggio al termine dei 90', si effettueranno i tempi supplementari, e se sussiste la parità avanza la squadra meglio classificata nella stagione regolare.

### Retrocessioni
Tre retrocessioni per girone. La squadra che arriva ultima viene retrocessa direttamente in Promozione.
Invece le squadre che si piazzano dalla dodicesima alla quindicesima posizione si affrontano nei Play-out, la cui sola vincitrice si aggiudica il diritto al mantenimento della categoria. Se la dodicesima classificata durante il campionato ha 10 o più punti di distacco dalla quindicesima, i Play-out non vengono disputati. Stessa cosa tra tredicesima e quattordicesima. Vengono retrocesse direttamente le due squadre peggiori classificate.
- Play-out: la squadra classificata al 12º posto si scontrerà con la squadra classificata al 15º posto; quella arrivata al 13º contro la squadra classificata al 14º posto. Si gioca in gara unica, in casa della meglio classificata in campionato. In caso di parità di punteggio al termine dei 90', si effettueranno i tempi supplementari, e se sussiste la parità avanza la squadra meglio classificata nella stagione regolare, ossia quella che gioca in casa.

## Albo d'oro
| Stagione | Girone A             | Girone B                 | Promossa ai playoff nazionali | Partecipa ai playoff nazionali     |
| -------- | -------------------- | ------------------------ | ----------------------------- | ---------------------------------- |
| 1991-92  | Livorno              |                          |                               |                                    |
| 1992-93  | Sangiovannese        |                          |                               |                                    |
| 1993-94  | Torrelaghese         | Impruneta Tavarnuzze     |                               | Calzaturieri Chiusi                |
| 1994-95  | Viareggio            | Virtus Chianciano Terme  |                               | Castelnuovo Fortis Juventus        |
| 1995-96  | Pietrasanta          | Barberino                | Aglianese                     | Sansovino                          |
| 1996-97  | Venturina            | Castelfiorentino         | Grassina                      | Larcianese                         |
| 1997-98  | Cascina              | Sangimignano             | Grosseto                      | San Quirico d'Orcia                |
| 1998-99  | Cerretese            | Lanciotto                | Fucecchio                     | Castiglionese                      |
| 1999-00  | Larcianese           | Fortis Juventus          |                               | Cappiano Romaiano Valdema Grassina |
| 2000-01  | Cappiano Romaiano    | Sansovino                | Cascina                       | Monteriggioni                      |
| 2001-02  | Massese              | Chiusi                   |                               | Forcoli San Donato Tavarnelle      |
| 2002-03  | Armando Picchi       | Athletic Calenzano       | Sestese                       | Pontedera                          |
| 2003-04  | Cecina               | Poggibonsi               | Forcoli                       | Montalcino                         |
| 2004-05  | Pontedera            | Sangimignano             |                               | Viareggio Montalcino               |
| 2005-06  | Viareggio            | Figline                  | Forte dei Marmi               | Castelnuovese                      |
| 2006-07  | Gavorrano            | Colligiana               | Scandicci                     | Athletic Calenzano                 |
| 2007-08  | Ponsacco             | Athletic Calenzano       | Sangimignano                  | Pianese                            |
| 2008-09  | Rosignano Sei Rose   | Monteriggioni            |                               | Borgo a Buggiano Baldaccio Bruni   |
| 2009-10  | Tuttocuoio           | Pianese                  |                               | Camaiore Pistoiese                 |
| 2010-11  | Pistoiese            | Lanciotto Campi Bisenzio | Sansovino                     | Pisa Sporting Club                 |
| 2011-12  | Lucchese             | FiesoleCaldine           | Massese                       | Fortis Juventus                    |
| 2012-13  | Jolly Montemurlo     | Olimpia Colligiana       |                               | PesciaUzzanese Sangiovannese       |
| 2013-14  | Ponsacco             | San Donato Tavarnelle    | Sangiovannese                 | Pietrasanta Marina                 |
| 2014-15  | Viareggio            | Valdinievole Montecatini |                               | Ghivizzano Rignanese               |
| 2015-16  | Real Forte Querceta  | Rignanese                |                               | Camaiore San Donato Tavarnelle     |
| 2016-17  | Seravezza            | Montevarchi              |                               | Roselle Zenith Audax               |
| 2017-18  | Sangimignano         | Aglianese                | Sinalunghese                  | Cuoiopelli                         |
| 2018-19  | Grosseto             | Grassina                 |                               | Fucecchio Poggibonsi               |
| 2019-20  | Pro Livorno Sorgenti | Badesse                  |                               | Fratres Perignano Sinalunghese     |
| 2020-21  | Cascina              | Poggibonsi               |                               |                                    |
| 2021-22  | Tau Altopascio       | Livorno                  | Terranuova Traiana            | Livorno                            |
| 2022-23  | Cenaia               | Figline                  |                               | Cuoiopelli Zenith Prato            |
| 2023-24  | Tuttocuoio           | Siena                    | Terranuova Traiana            | Zenith Prato                       |
| 2024-25  | Camaiore             | Scandicci                |                               | Sestese Valentino Mazzola          |
| 2025-26  |                      |                          |                               |                                    |

## Titoli per squadra
| Squadra                  | Titoli | Edizioni                                                   |
| ------------------------ | ------ | ---------------------------------------------------------- |
| Viareggio                | 3      | 1994-95, 2005-06, 2014-15 (girone A)                       |
| Sangimignano             | 3      | 1997-98 (girone B), 2004-05 (girone B), 2017-18 (girone A) |
| Cascina                  | 2      | 1997-98, 2020-21 (girone A)                                |
| Lanciotto Campi Bisenzio | 2      | 1998-99, 2010-11 (girone B)                                |
| Athletic Calenzano       | 2      | 2002-03, 2007-08 (girone B)                                |
| Poggibonsi               | 2      | 2003-04, 2020-21 (girone B)                                |
| Colligiana               | 2      | 2006-07, 2012-13 (girone B)                                |
| Ponsacco                 | 2      | 2007-08, 2013-14 (girone A)                                |
| Livorno                  | 2      | 1991-92 (girone A), 2021-22 (girone B)                     |
| Figline                  | 2      | 2005-06, 2022-23 (girone B)                                |
| Tuttocuoio               | 2      | 2009-10, 2023-24 (girone A)                                |
| Sangiovannese            | 1      | 1992-93 (girone A)                                         |
| Torrelaghese             | 1      | 1993-94 (girone A)                                         |
| Impruneta Tavarnuzze     | 1      | 1993-94 (girone B)                                         |
| Virtus Chianciano Terme  | 1      | 1994-95 (girone B)                                         |
| Pietrasanta              | 1      | 1995-96 (girone A)                                         |
| Barberino                | 1      | 1995-96 (girone B)                                         |
| Venturina                | 1      | 1996-97 (girone A)                                         |
| Castelfiorentino         | 1      | 1996-97 (girone B)                                         |
| Cerretese                | 1      | 1998-99 (girone A)                                         |
| Larcianese               | 1      | 1999-00 (girone A)                                         |
| Fortis Juventus          | 1      | 1999-00 (girone B)                                         |
| Cappiano Romaiano        | 1      | 2000-01 (girone A)                                         |
| Sansovino                | 1      | 2000-01 (girone B)                                         |
| Massese                  | 1      | 2001-02 (girone A)                                         |
| Chiusi                   | 1      | 2001-02 (girone B)                                         |
| Armando Picchi           | 1      | 2002-03 (girone A)                                         |
| Cecina                   | 1      | 2003-04 (girone A)                                         |
| Pontedera                | 1      | 2004-05 (girone A)                                         |
| Gavorrano                | 1      | 2006-07 (girone A)                                         |
| Rosignano Sei Rose       | 1      | 2008-09 (girone A)                                         |
| Monteriggioni            | 1      | 2008-09 (girone B)                                         |
| Pianese                  | 1      | 2009-10 (girone B)                                         |
| Pistoiese                | 1      | 2010-11 (girone A)                                         |
| Lucchese                 | 1      | 2011-12 (girone A)                                         |
| FiesoleCaldine           | 1      | 2011-12 (girone B)                                         |
| Jolly Montemurlo         | 1      | 2012-13 (girone A)                                         |
| San Donato Tavarnelle    | 1      | 2013-14 (girone B)                                         |
| Valdinievole Montecatini | 1      | 2014-15 (girone B)                                         |
| Forte dei Marmi          | 1      | 2015-16 (girone A)                                         |
| Rignanese                | 1      | 2015-16 (girone B)                                         |
| Seravezza                | 1      | 2016-17 (girone A)                                         |
| Montevarchi              | 1      | 2016-17 (girone B)                                         |
| Aglianese                | 1      | 2017-18 (girone B)                                         |
| Grosseto                 | 1      | 2018-19 (girone A)                                         |
| Grassina                 | 1      | 2018-19 (girone B)                                         |
| Pro Livorno Sorgenti     | 1      | 2019-20 (girone A)                                         |
| Badesse                  | 1      | 2019-20 (girone B)                                         |
| Tau Altopascio           | 1      | 2021-22 (girone A)                                         |
| Cenaia                   | 1      | 2022-23 (girone A)                                         |
| Siena                    | 1      | 2023-24 (girone B)                                         |
| Camaiore                 | 1      | 2024-25 (girone A)                                         |
| Scandicci                | 1      | 2024-25 (girone B)                                         |

## Albo d'oro Supercoppa di Eccellenza Toscana
- 2016:  Rignanese
- 2017:  Montevarchi
- 2018:  Aglianese
- 2019:  Grassina
- 2020-2024: Non disputata

## Partecipazioni
In 35 stagioni hanno partecipato le seguenti 162 squadre. In grassetto quelle che partecipano all'Eccellenza Toscana 2025-2026.
- 26:  Castelfiorentino

- 23:  Real Forte Querceta

- 22:  Figline,  Grassina

- 21:  Baldaccio Bruni

- 19:  Camaiore,  Chiusi,  Sinalunghese

- 18:  Cuoiopelli

- 17:  Fortis Juventus,  Lanciotto Campi Bisenzio,  Larcianese

- 16:  Certaldo,  Jolly Montemurlo,  Marino Mercato Subbiano

- 15:  Castelnuovo,  Castiglionese,  Colligiana,  Firenze Ovest,  Foiano,  Pontassieve,  Quarrata Olimpia,  Sangimignano

- 14:  Fucecchio,  San Donato Tavarnelle,  Scandicci

- 13:  Barberino,  Castelnuovese,  Signa

- 12:  Cascina,  Cecina,  Cenaia,  Massese

- 11:  Antella,  Armando Picchi,  Pietrasanta,  Porta Romana,  Pro Livorno Sorgenti,  Rignanese,  San Marco Avenza,  Sansovino

- 10:  Atletico Piombino,  Lastrigiana,  Monteriggioni,  PesciaUzzanese,  Pontremolese,  Valdinievole Montecatini

- 9:  FiesoleCaldine,  Forcoli,  Sestese,  Urbino Taccola,  Zenith Prato

- 8:  Athletic Calenzano,  Cerretese,  Fortis Lucchese,  Marina La Portuale,  Perignano

- 7:  Albinia,  Fratres Perignano,  Pontebuggianese,  Rosignano Sei Rose,  Tuttocalzatura,  Tuttocuoio,  Viareggio

- 6:  Alabastri Volterra,  Bucinese,  Impavida Vernio,  Isola d'Elba Capoliveri,  Lammari,  Montalcino,  Ponsacco,  San Miniato Basso,  San Piero a Sieve,  Sangiovannese,  Santa Maria a Montecalvoli,  Tegoleto,  Venturina

- 5:  Calzaturieri,  Cappiano Romaiano,  Cortona,  Grosseto,  Massetana,  Poggibonsi,  Poppi,  Rondinella,  San Quirico d'Orcia,  S.R. Castelfranco,  Versilia

- 4:  Badesse,  Bozzano,  Dante Arezzo,  Ghivizzano,  Lunigiana,  Montecalvoli,  Montespertoli,  Pianese,  Pisa Sporting Club (San Giuliano Terme),  Pontedera,  River Pieve,  Soci,  Terranuova Traiana,  Valentino Mazzola,  Virtus Poggibonsi

- 3:  Asta,  Bibbienese,  Borgo a Buggiano,  Chiantigiana,  Gambassi,  Lampo,  Levane,  Montale,  Montevarchi,  Prato 2000,  Seravezza,  Staggia,  Tau Altopascio,  Vicchio

- 2:  Affrico,  Aglianese,  Argentario,  Castel del Piano,  Cavriglia,  Folgor Marlia,  Gavorrano,  Livorno,  Lucchese,  Orlando Labrone Livorno,  Pian di Scò,  Pistoiese,  Pontedelgiglio Sant'Alessio,  Porcarimontecarlo ,  Rosia,  Sporting Massese,  Torrelaghese,  Vaiano,  Virtus Chianciano Terme

- 1:  Audax Rufina,  Aurora Pitigliano,  Belvedere,  Campi Bisenzio,  Casciana Pelli,  Galleno,  Geotermica,  Gracciano,  Ideal Club Incisa,  Impruneta Tavarnuzze,  Intercomunale Monsummano,  Maliseti Tobbianese,  Mobilieri Ponsacco,  Montaione,  Montignoso,  Pisa,  Pratovecchio Stia,  Quarata,  Roselle,  San Giuliano,  Sangiustinese,  Siena,  Unione 98 Ponte a Moriano,  Vinci,  Virtus Viareggio,  Vorno